# Ізвесткова (Ленінградська область)
Ізвесткова (рос. Известковая) — присілок Бокситогорського району Ленінградської області Росії. Входить до складу Бокситогорського міського поселення.
Населення — 7 осіб (2003 рік).